# Direktor sojenja (NHL)
Direktor sojenja za ligo NHL vodi sodniško področje lige in poroča naravnost Colinu Campbellu, podpredsedniku lige. 
Terry Gregson je po vrnitvi Stephena Walkoma na ledene ploskve trenutni direktor sojenja, pomagata mu sodniška direktorja Dave Baker in Randy Hall v pisarni v Torontu. 

## Seznam direktorjev sojenja
- Terry Gregson (september 2009 - trenutno)
- Stephen Walkom (avgust 2005 - september 2009)
- Andy Van Hellemond (julij 2000 - julij 2004)
- Bryan Lewis (1989 - julij 2000)
- John McCauley (1986 – 1989)
- Wally Harris (1983 – 1986)